# Aulacocentrum longitergiae
Aulacocentrum longitergiae är en stekelart som beskrevs av Sharma 1978. Aulacocentrum longitergiae ingår i släktet Aulacocentrum och familjen bracksteklar. Inga underarter finns listade.